# Rayuela (novela)
Rayuela es la segunda novela del escritor argentino Julio Cortázar. Escrita en París y publicada por primera vez el 28 de junio de 1963, constituye una de las obras centrales del boom latinoamericano y de la literatura en español.
Narra la historia de Horacio Oliveira, su protagonista, y su relación con «la Maga». La historia pone en juego la subjetividad del lector y tiene múltiples finales. A esta obra suele llamársela «antinovela», aunque el mismo Cortázar prefería denominarla «contranovela». Significó un salto al vacío que lo distanció de la seguridad controlada de los cuentos fantásticos de su primera época como escritor para adentrarse en una búsqueda sin hallazgos a través de preguntas sin respuesta.
Si bien el estilo que se mantiene a lo largo de la novela es muy variado, según el propio Cortázar la obra «de alguna manera es la experiencia de toda una vida y la tentativa de llevarla a la escritura».
El 30 de mayo de 1962, Cortázar le envía una carta a su amigo y editor de Sudamericana, Francisco Porrúa, diciéndole que su novela Rayuela fue enviada por avión al editor, Julián Urgoiti, agradeciéndole por dar prioridad a su publicación en lugar de su nueva edición aumentada de los cuentos de Final de Juego. Cortázar también menciona en esta carta que la novela representó cuatro años de trabajo y que su esposa Aurora Bernárdez fue su primera y única lectora.
La novela tardó varios años en ser publicada en España debido a las reticencias del régimen de Franco. Los censores franquistas, todavía en 1967, recomendaron suprimir ocho páginas del libro, y este finalmente no vería la luz hasta siete años después.

## Maneras de leerRayuela
Con un total de 155 capítulos, Rayuela, puede leerse de varias maneras:
- Por la lectura normal, leyendo secuencialmente de principio a fin.
- Por la lectura «tradicional», propuesta por Cortázar, leyendo secuencialmente desde el capítulo 1 hasta el 56 y prescindiendo del resto.
- Por «el orden que el lector desee» —una posibilidad que Cortázar exploró después en su novela 62/Modelo para armar—.

- Por la secuencia establecida por el autor en el tablero de dirección (que se encuentra al inicio del libro), que propone una lectura completamente distinta, saltando y alternando capítulos. Ese orden, que comprende textos de otros autores y ámbitos, constituye una fragmentación y da la sensación de novela «mosaico» (Julio Cortázar evitaba llamarla collage).

### Tablero de dirección
El tablero de dirección constituye la primera página de Rayuela, y en esta el autor nos propone dos maneras de leer. La primera propuesta es la forma corriente (empezando por el capítulo 1, siguiendo por el 2 y así sucesivamente) hasta llegar al capítulo 56. La segunda manera es empezar en el capítulo 73 y seguir el orden propuesto en cada uno de los capítulos.

## Argumento
Contar el argumento de Rayuela de una manera lineal es, con toda seguridad, un reduccionismo que aleja al lector del sentido de la obra, pues excluye el vasto universo psicológico de los personajes y las complejas relaciones de estos con temas como el amor, la muerte, los celos y el arte, entre otros.
Teniendo esto en consideración, a continuación se presenta un resumen del argumento de la obra, el cual se divide en tres partes:

### Primera parte: «Del lado de allá»

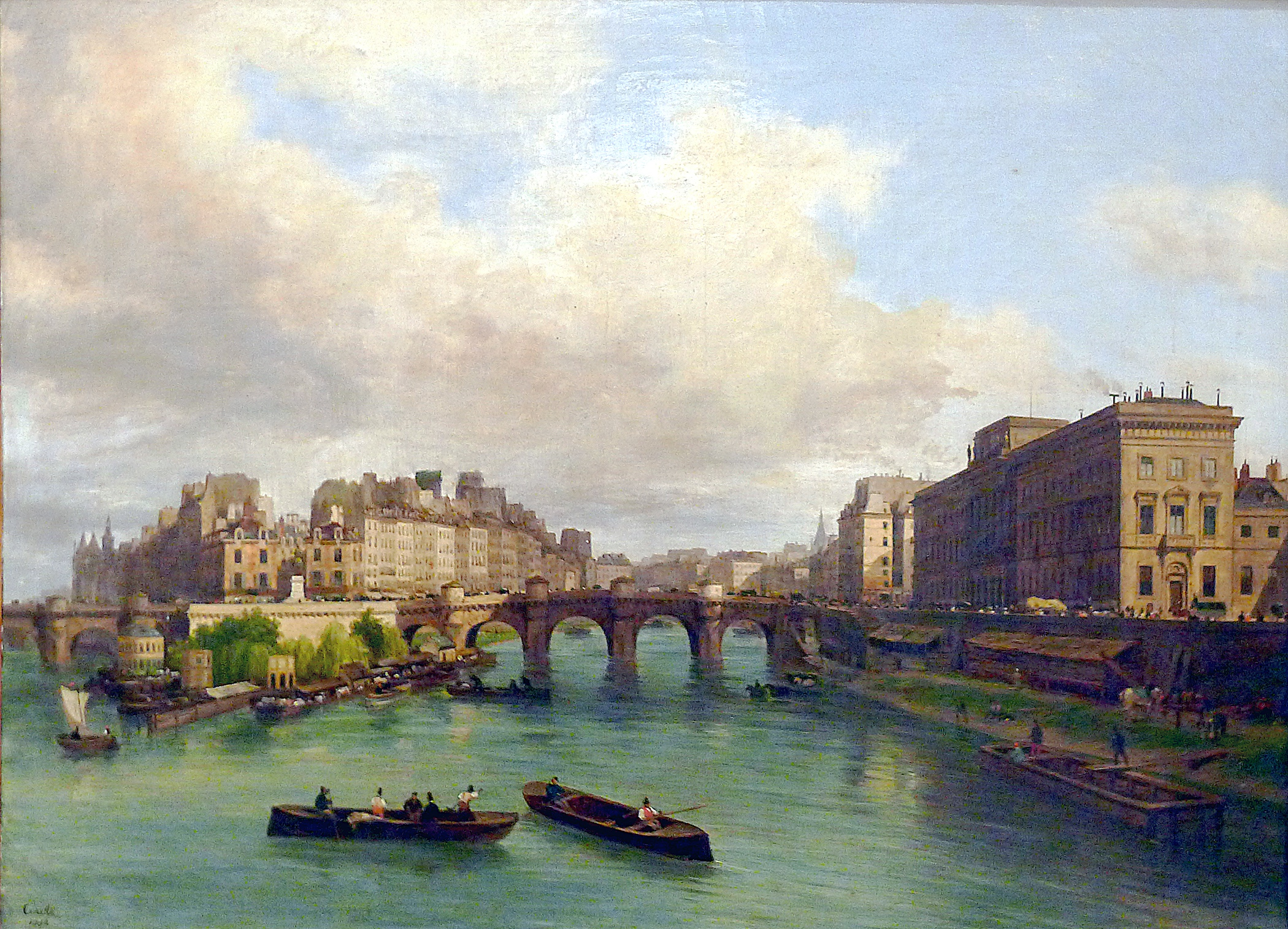
Le Pont-Neuf, la Cité, la Monnaie et le quai de Conti, 1832 (el Puente Nuevo, la isla de la Cité, la Casa de la Moneda y el muelle de Contí, 1832’). Cuadro de 1832, obra de Giuseppe Canella (1788-1847). El muelle de Contí y la rue de Seine (‘calle del Sena’) son los primeros lugares que se nombran en la novela.

La historia se desarrolla en París (Francia), donde Horacio Oliveira, el protagonista, vaga por los puentes de la ciudad en busca de su amante, una mujer uruguaya de nombre Lucía (más conocida a lo largo de la novela como la Maga). La relación de ambos es apasionada pero asimétrica: la Maga, de temperamento pasional, está enamorada de Horacio, más analítico y frío, mientras que él parece no querer involucrarse emocionalmente con ella. Oliveira disfruta de la compañía de la Maga, pero es un hombre de una educación privilegiada que adora las discusiones intelectuales, mientras que la Maga, menos educada que él, apenas si puede participar en estas.
Ambos se reúnen frecuentemente con unos amigos en común, los miembros de un grupo apodado Club de la Serpiente, un círculo de artistas, escritores y músicos que se la pasan bebiendo y escuchando música mientras discuten de arte, literatura, filosofía, arquitectura y otros temas. En las discusiones se suele hablar de un escritor de apellido Morelli, quien insiste en la necesidad de romper con las formas lingüísticas del momento —que él siente gastadas por su abuso. El grupo salta de un tema a otro con relativa facilidad, pero la Maga, que no ha leído tanto, generalmente necesita que le expliquen los conceptos discutidos. Su manera de ser tan vivaz la aleja del grupo y es el presagio de su eventual distanciamiento de este. El club, sin embargo, demuestra afecto por Lucía, pero casi siempre de una manera condescendiente.
Horacio y la Maga llevan ya algún tiempo viviendo juntos, pero Rocamadour, el bebé de la Maga cuidado por una niñera en el campo, se enferma y ella tiene que traérselo a vivir con ellos.
La salud del infante es muy delicada como para mejorar en aquel apartamento frío y hacinado, pero a Lucía le aterra la idea de enviarlo a un hospital. Esto provoca que el infante se enferme gravemente. Mientras tanto, Oliveira resiente cada vez más la situación, pues él no había accedido a vivir con un bebé. Durante una pelea, Horacio da a entender que podría dar por terminada la relación. La Maga rompe en llanto. Oliveira sale del apartamento, tal vez con la intención de visitar a Pola, una amante. No está seguro de si regresará o no.
Después, mientras recorre las calles sin rumbo fijo, el protagonista es testigo de cómo un automóvil atropella a un hombre mayor. Otro testigo afirma que la víctima es un escritor que vive cerca del lugar. Llega una ambulancia y se lleva al herido.
Empieza a lloviznar. Horacio continúa en sus melancólicas cavilaciones. Queda impresionado por cómo los paramédicos trataron a la víctima del accidente de un modo tan mecánico. En el afán de refugiarse del mal tiempo, se parapeta en la entrada de un teatro y decide entrar a ver el concierto de piano anunciado en el lugar, de una tal madame Berthe Trepat.
En el teatro, Oliveira escucha las composiciones de Trepat, que le parecen mal escritas y peor interpretadas. El resto de la audiencia simplemente se sale a medio concierto. Todo indica que a Horacio le simpatiza la mujer, cuyo fracaso contrasta irónicamente con su porte orgulloso. Le ofrece acompañarla a su casa bajo la lluvia mientras ella le cuenta de sus problemas con Valentín, su pareja, que debe estar en la casa con uno de sus amantes; al llegar, Horacio se ofrece a buscar un hotel para la señora, y ella le da una bofetada; Oliveira se retira humillado y llora.
Regresa al apartamento de la Maga, donde se topa con un pretendiente de ella, Gregorovius. Horacio cree que se acostaron mientras él no estaba, pero en realidad la Maga había rechazado los cortejos de este personaje. Horacio se sienta con los dos a tener una charla como las del Club de la Serpiente, pero constantemente son interrumpidos por un hombre de edad avanzada que vive un piso arriba y continuamente golpea el suelo. En el punto álgido de la discusión, Oliveira toca a Rocamadour y descubre que el bebé está muerto.
Luego de reflexionar en el sinsentido de la muerte y de considerar la confusión que provocará el hecho, Oliveira, con su actitud habitual, decide no comunicar la terrible noticia. Sin embargo, dada la insistencia del vecino del piso de arriba, le sugiere a la Maga que suba y confronte al señor. Mientras ella se retira a hacer esto, Oliveira le cuenta a Gregorovius lo sucedido con el infante. Los dos se sientan a considerar las implicaciones legales. Gregorovius tampoco menciona el asunto cuando la Maga regresa.
Entonces se aparecen varios amigos del Club de la Serpiente. Dos de ellos, Ronald y Babs, llegan a dar la noticia de que otro de los integrantes, Guy Monod, trató de suicidarse. Luego llega un tercer miembro del grupo, Etienne, para informar que Monod sobrevivirá, pese a que está muy enfermo. Entonces el grupo se embarca en otra serie de discusiones filosóficas y profundas durante las cuales, en voz baja, se cuentan entre ellos mismos el horrible suceso acaecido en esa vivienda. La Maga es excluida de la discusión, pero finalmente se da cuenta de que su hijo está muerto cuando trata de darle una dosis de su medicina. Se pone histérica, y el caos temido por Oliveira finalmente se desata. La Maga busca consuelo en Horacio, pero este no puede o no quiere brindar el apoyo requerido, de manera que se queda en silencio y opta por marcharse.
Se lleva a cabo el velatorio del bebé. Todos los miembros del club se encuentran presentes, excepto Horacio, que de nuevo se ha ido a vagar sin rumbo por las calles de París. Cuando por fin regresa al apartamento, ya han pasado varios días y la Maga ha desaparecido. Quien ahora vive allí es Gregorovius. Este insinúa que la Maga podría haber regresado a su natal Montevideo, pero Horacio duda que ella cuente con los medios para costear ese viaje. Finge desinterés, pero en su fuero interno sospecha que ella pudo haberse suicidado después del velatorio. Otra posibilidad es que haya ido a casa de Pola, a quien le han diagnosticado cáncer de seno.
Mientras camina a orillas del río Sena, Horacio se topa con una indigente conocida por él y la Maga, cuyo encuentro previo no recuerda muy bien. Como no tiene adonde ir, Horacio se sienta y habla con la pordiosera un rato. Su nombre, según recuerda, es Emmanuele. Accede a la petición de la mujer de comprar vino y beberlo juntos, y ambos terminan borrachos debajo de un puente. Emmanuele intenta hacerle una felación a Horacio, pero la policía cae de improviso y los arresta.
Son llevados a la estación junto con dos pederastas. En el viaje, Oliveira continúa reflexionando sobre su búsqueda de la unidad y sobre su relación con la Maga. Los pederastas, mientras tanto, discuten acerca de un caleidoscopio. Notan que, solo contra la luz correcta, los «bonitos patrones» dentro de este son perceptibles.
La primera parte del libro termina con la intuición de Oliveira de que el Cielo es algo que no está encima de la Tierra, sino en la superficie de esta, pero a alguna distancia, al cual uno se acerca de manera similar a como los niños juegan a la rayuela.

### Segunda parte: «Del lado de acá»
La acción se traslada ahora a Argentina, donde la historia comienza con una breve introducción en la que se habla de Manolo Traveler, un amigo de infancia de Horacio que vive en Buenos Aires con su esposa Talita. Se describe a Traveler como un tipo inquieto, cuyo matrimonio con Talita es estable. Pero Manolo tiene un mal presentimiento cuando Gekrepten, antigua novia de Horacio, le informa que este, a quien no ha visto en años, viene de regreso al país. Pese a la mala sensación, Talita y él acuden al muelle a darle la bienvenida a Horacio, donde este confunde momentáneamente a la esposa de su amigo con la Maga. Sin embargo, la mente se le aclara a Oliveira cuando se va a vivir con Gekrepten, con quien ocupa un cuarto de hotel al otro lado de la calle donde se ubica el apartamento de Traveler y Talita.
Oliveira se emplea como vendedor de telas, pero no le va muy bien. Traveler, que trabaja en un circo con Talita, le consigue trabajo en dicho lugar. No obstante, tiene sus dudas. La presencia de Oliveira lo perturba, pero no logra determinar por qué. Primero cree que a lo mejor son los coqueteos de su amigo con Talita, pero siente que hay algo más de fondo. Además, no duda de la fidelidad de su esposa. Incapaz de descifrar el misterio y de pedirle a Horacio que los deje en paz, Traveler se siente cada vez más ansioso e impotente e incluso no puede dormir.
A Horacio, mientras tanto, Talita le recuerda cada vez más a la Maga. Por ende, se ve a sí mismo en Traveler. Trata, pues, de inmiscuirse en la vida íntima de la pareja, pero no puede. Su frustración crece al punto de que empieza a dar muestras de un inminente colapso mental. Una tarde calurosa Oliveira pasa horas tratando de enderezar unos clavos, aunque aún no sabe para qué los va a usar. Muy pronto esta acción dispara un episodio de locura cuando Horacio convence a Traveler y Talita de ayudarlo a construir un puente entre las ventanas de los edificios para que ella pueda atravesarlo. Una vez concluido, Horacio le pide a Talita que cruce el puente y que le lleve clavos y yerba mate. Traveler se muestra dispuesto a acceder a las excentricidades de su amigo, pero Talita está asustada y pide no participar. Cree que es una especie de prueba; finalmente le arroja la yerba y los clavos, pero no cruza el puente.
Poco después, el dueño del circo lo vende a un empresario, un tal Suárez Melián y adquiere un hospital psiquiátrico. Traveler, Talita y Horacio aceptan trabajar en este nuevo lugar a pesar de lo irónica que resulta la situación (o a lo mejor por eso mismo). Horacio bromea diciendo que, de todos modos, los pacientes del hospital no pueden estar más locos que ellos tres.
Talita se convierte en la farmacéutica de planta, mientras Horacio y Traveler se desempeñan como auxiliares o guardias nocturnos. El lugar es escalofriante y oscuro, sobre todo en las largas horas antes del amanecer. A menudo los tres se refugian en el cálido ambiente de la farmacia, donde beben y conversan. Remorino, empleado de la clínica, les muestra a Traveler y Oliveira una morgue en el sótano, donde se almacenan los cuerpos de los pacientes fallecidos y donde la cerveza se puede mantener fría.
Una noche Horacio está fumando en su cuarto del segundo nivel, cuando ve a Talita atravesando el jardín del piso inferior iluminado por la luna, posiblemente yendo a su habitación a dormir. Después cree ver a la Maga en el mismo lugar jugando a la rayuela. Pero, cuando ella lo ve a él, este se da cuenta de que es Talita quien juega. Una especie de culpa se empieza a apoderar de Oliveira, quien pronto llega a concebir la idea de que alguien quiere matarlo mientras está de guardia. Probablemente Traveler.
Aquella misma noche, mientras Oliveira está en el segundo piso considerando las implicaciones simbólicas del elevador de aquel hospital, Talita se acerca a él y los dos comienzan a hablar de distintos temas, entre ellos la Maga, cuando el ascensor se acciona y sube desde el sótano con un paciente dentro. Luego de enviar al hombre de regreso a su cuarto, Horacio y Talita deciden bajar a ver si todo está en orden en la morgue.
Ya en el sótano, junto a los cadáveres, Horacio comienza a hablarle a Talita como si ella fuera la Maga. En un momento de desesperación, él intenta besarla, pero es rechazado. De regreso en su cuarto, Talita le cuenta a Traveler lo sucedido. Mientras tanto, Oliveira regresa a su propio cuarto y ahora está convencido de que Traveler quiere matarlo. A oscuras comienza a construir una suerte de barricada compuesta por palanganas llenas de agua en el suelo, así como por hilos atados a objetos pesados, a su vez atados a la perilla de la puerta.
Oliveira se sienta a oscuras al otro lado de la habitación, cerca de la ventana, y espera a Traveler. Las horas pasan lentamente. Traveler finalmente llega y trata de entrar. El caos y la bulla impulsan al doctor Ovejero y a los pacientes a salir al jardín, desde donde ven a Horacio en la ventana, quizás con intención de saltar. Traveler trata de convencer a Horacio de que no lo haga, pero acaba entendiéndose con su amigo e intercediendo ante el resto del personal para que lo dejen tranquilo, encerrado en su cuarto.
Al final del capítulo, Horacio saluda con un ademán a sus dos amigos que lo observan desde el patio, agradecido porque hayan hecho irse a los otros, y la narración da a entender que se arroja por la ventana.

### Tercera parte: «De otros lados»
Compuesta por los «capítulos prescindibles», esta parte está conformada por materiales adicionales, como recortes de periódico, citas de libros y otros, que ayudan a comprender distintos pasajes de la novela y donde se describen la personalidad y las motivaciones interiores de Oliveira de una manera más profunda. No es necesaria para entender el argumento, pero sí para solucionar ciertos enigmas que surgen a lo largo de las dos primeras partes.
Por ejemplo: leyendo esta sección el lector llega a saber que la historia continúa después de que Horacio se tira por la ventana, siendo ingresado en el hospital, sedado por Ovejero y cuidado por sus seres queridos. Parecería además que el jefe despide a los tres amigos de la clínica a raíz de todo el episodio.
En esta parte también se sabe cómo fue que la Maga y Emmanuele (la mendiga) se conocieron, y se conoce mucho más sobre el misterioso Morelli. Por medio de los escritos de este se aprecian algunos de los motivos detrás de la construcción de la novela por parte de Cortázar (como el deseo de escribir una obra en la cual el lector sea un cómplice que conspire junto a quien escribe).
Se revela a su vez que Morelli era el escritor atropellado en la primera parte de la novela; Horacio y Etienne lo visitan en el hospital, y este les pide que vayan a su apartamento y organicen sus notas. El Club la Serpiente se reúne esa noche en casa de Morelli, el escritor sobre el que tanto han discutido; es la última vez, tras la muerte del hijo de la Maga y el velatorio, que los distancia de Horacio, quien fue uno de los personajes más importantes de la historia.

## Explicación del título
Julio Cortázar, tenía originalmente pensado titular a la novela Mandala, nombre que alude a los símbolos circulares del hinduismo y del budismo que representan los universos internos (microcosmos) y externos (macrocosmos) y se utilizan en meditación para alcanzar la unidad con el ser —justamente la búsqueda de Horacio Oliveira, protagonista de la novela—. Sin embargo, al autor le sonaba pretencioso titularla así, por lo que decidió finalmente llamarla Rayuela, en referencia al juego infantil. El objetivo de dicho juego es alcanzar el cielo, es decir el noveno cuadro, por medio de saltos en un pie. De ese modo, el cielo de la rayuela se constituye en el símbolo de esa quimera autoimpuesta de Oliveira de buscar siempre algo que no sabe qué es.

## El lector como protagonista
En su fondo y en su forma, Rayuela reivindica la importancia del lector y, hasta cierto punto, lo empuja a una actividad y a un protagonismo antes negados por la novela clásica, en la cual lo importante era conducir a este por la linealidad de la historia hasta el final. En Rayuela, en cambio, el argumento se concibe no más que como un escenario en el cual los personajes se desenvuelven en una libre y profunda vitalidad que el autor les otorga y de la que él mismo dice no hacerse responsable.
Rayuela plantea la negación de la cotidianidad y la apertura a nuevas realidades donde las situaciones más absurdas se toman hasta sus consecuencias más trágicas con total ligereza, incluso con sentido del humor. Estos caminos que se plantean constituyen una nueva forma de llegar al cielo de la rayuela.
Muchos críticos se refieren a esta obra como una «antinovela» por su carácter innovador, ya que rompe con todos los cánones preestablecidos en la época de su primera publicación. Sin embargo, Cortázar no estaba totalmente de acuerdo con esta clasificación, pues dicho término le parecía una «tentativa un poco venenosa de destruir la novela como género», según afirmó en una entrevista. Por esta razón él prefería denominarla «contranovela», pues con Rayuela buscaba «ver de otra manera el contacto entre la novela y el lector»: incitar a este a que modificara su actitud pasiva frente a la novela, convertirlo en parte activa y crítica de esta y suscitar así «una especie de polémica entre un autor y un lector».

## Personajes relevantes
- Horacio Oliveira. Es el protagonista de la historia. De origen argentino, tiene entre 40 y 45 años de edad. Se caracteriza por saber de un sinnúmero de temas. Fue a París a estudiar, pero no lo hace. Trabaja ayudando a organizar correspondencia. Tiene un hermano, abogado, que vive en Rosario (Argentina). Está en una búsqueda constante, pero ―según Ossip Gregorovius, otro personaje de la novela―: «Uno tiene la sensación de que ya llevás en el bolsillo lo que andás buscando».
- La Maga (Lucía). Es la protagonista de la historia. Nacida en Uruguay, viajó a París con su hijo Rocamadour. Se caracteriza por ser distraída y por no tener los conocimientos de sus compañeros y amigos, situación que en ciertas ocasiones la hace sentirse de menos («es tan violeta ser ignorante»). Sin embargo, su ingenuidad y su ternura más de una vez son envidiadas por los integrantes del Club de la Serpiente. Lo que más envidia Oliveira de la Maga es su forma de ver las cosas: ella «nada en el río, mientras él lo mira de lejos». ―Yo no me sé expresar ―dijo la Maga secando la cucharita con un trapo nada limpio―. A lo mejor otras podrían explicarlo mejor, pero yo siempre he sido igual: es mucho más fácil hablar de las cosas tristes que de las alegres.
- Rocamadour. Es un bebé, hijo de la Maga. Su nombre real es el mismo de su padre, Francisco. Es cuidado por una niñera llamada madame Irene, pero finalmente la Maga lo lleva a vivir con ella. En el transcurso de la historia el bebé se enferma y muere en el apartamento que compartían la Maga y Horacio, la misma noche en que Guy Monod intenta suicidarse. La muerte del niño es un hecho fundamental en la novela.
- Etienne. Es pintor y uno de los mejores amigos de Oliveira en su estadía en París. Personaje inspirado en un amigo que Cortázar conoció en 1955 junto con Edith Aron (la Maga): el artista franco-argentino Sergio de Castro.[9]
- Ronald. Es un pianista estadounidense de jazz y bebop que vive en París. Es el novio de Babs.
- Babs. Es una ceramista estadounidense, novia de Ronald y vive en París.
- Guy Monod. Es amigo de Etienne. Aparece en la presentación de todos los integrantes del club y al final de la época de Oliveira en París intenta suicidarse; pero no tiene trascendencia en la trama de la novela.
- Morelli. Es un novelista consumado (identificado por algunos como el alter ego de Julio Cortázar), a quien los integrantes del club estudian y admiran.[10] Se representa en los primeros capítulos (Del lado de allá) como un viejo que es atropellado y a quien Oliveira ayuda. En los capítulos prescindibles (tercera parte), se aclara la identidad del personaje cuando Oliveira y Etienne van a visitarlo al hospital. Cortázar pone en palabras de Morelli su idea de hacer literatura, por lo que habla de hacer una literatura limpia, sin muchos «decorados».
- Ossip Gregorovius. Está enamorado de la Maga, razón por la cual no es del agrado de Oliveira. Es un intelectual, igual que todos los integrantes del Club de la Serpiente. No se conoce bien su historia pasada, pero él mismo se adjudica tres madres diferentes. Es de Rumania.
- Perico Romero. Español, amante de la literatura.
- Pola. Joven francesa, amante de Oliveira. Para que Oliveira la dejara, la Maga hace un día vudú con una muñeca que la representa y le tira una maldición para que se enferme de cáncer de mama. Pola efectivamente adquiere esta dolencia, lo que le genera a la Maga un gran sentimiento de culpabilidad.
- Wong. De origen chino, es descrito inicialmente en el capítulo 14. Carga un maletín repleto de libros, y en su billetera, fotos relacionadas con una mítica ejecución en Pekín, de 1905.[11]
- Traveler. Es amigo de juventud de Horacio Oliveira. Vive en Argentina. Es el esposo de Talita. Oliveira se ve a sí mismo en él.
- Talita. Esposa de Traveler. Oliveira ve en ella a la Maga.
- Gekrepten. Novia de Horacio Oliveira. De origen argentino, es excesivamente pasiva: el contrario completo de la Maga. En el transcurso de la segunda parte Oliveira vuelve a Argentina y se aloja momentáneamente con ella.

### Artistas, músicos y autores mencionados
Julio Cortázar plasmó en toda su obra sus intereses intelectuales y culturales y Rayuela no fue la excepción. A lo largo de la novela, menciona a los siguientes personajes de la cultura universal:
- San Agustín
- André Bretón
- Antoine Blondín
- Anton Webern (1883-1945), compositor austriaco.
- Antonin Artaud (1896-1948), dramaturgo, ensayista y novelista francés
- Arthur Rimbaud
- Arthur Rubinstein (1887-1982), pianista polaco de música clásica
- Auguste Comte (1798-1857), filósofo francés
- Baruch Spinoza (1632-1677), filósofo neerlandés
- Benito Pérez Galdós (1843-1920), novelista español
- Benny Carter (1907-2003), clarinetista, saxofonista, trompetista y compositor estadounidense de jazz
- Bessie Smith
- Blaise Pascal (1623-1662), filósofo francés, mencionado en su célebre «soy una caña pensante».[12]
- Carlos Gardel
- César Bruto
- Champion Jack Dupree (1910-1992), pianista y cantante estadounidense de blues
- Charles Baudelaire
- Charles Chaplin
- Le Corbusier
- Charlie Parker
- Christiane Rochefort
- Constantín Brancusi
- Daniel Defoe (1660-1731), escritor británico; mencionado a través de su personaje, Robinson Crusoe.[12]
- el David de la Signoría, de Miguel Ángel
- Dinu Lipatti (1917-1950), pianista y compositor rumano de música clásica
- Duke Ellington (1899-1974), compositor y pianista estadounidense de jazz
- Dylan Thomas
- Earl Hines (1903-1983, pianista estadounidense de jazz)
- Edgar Allan Poe
- Edmund Husserl (1859-1938), filósofo y matemático alemán
- Emmanuel Kant (1724-1804), filósofo prusiano alemán
- Erik Satie
- Fiódor Dostoievski (1821-1881), novelista ruso
- Francis Bacon (1561-1626), filósofo y escritor inglés
- François Mauriac
- Frank Lloyd Wright
- Franz Liszt
- Friedrich Nietzsche (1844-1900), filósofo y músico alemán
- Fritz Lang (1890-1976), cineasta austríaco
- G. B. Pabst (1885-1967), cineasta austríaco
- Gérard David (1460-1523), pintor flamenco
- Greta Garbo (1905-1990), actriz sueca
- Harold Lloyd (1893-1971), actor estadounidense
- Henry Moore (1898-1986), escultor inglés
- Heráclito (540-480 a. C.), filósofo griego
- Homero
- Hugo Wolf
- Igor Stravinsky
- Jacques de Voragine (1228-1278), escritor hagiógrafo italiano
- James Ensor (1860-1949), pintor belga
- Jan van Eyck (1390-1441), pintor flamenco
- Jean de Joinville (1224-1317), escritor francés, cronista de las Cruzadas
- Jean Fautrier
- Jean Genet
- Jean Tardieu (1903-1995), poeta y dramaturgo francés; el capítulo 152 de Rayuela consiste en la traducción de un fragmento suyo en prosa.[12]
- Jean-Paul Sartre
- Jelly Roll Morton (1885-1941), pianista estadounidense de jazz
- Joan Miró
- Fichte (1762-1814), filósofo alemán
- John Donne (1572-1631), poeta metafísico inglés
- John Dos Passos (1896-1970), novelista y periodista estadounidense
- Johnny Dodds (1892-1940), clarinetista y saxofonista estadounidense de jazz
- José Lezama Lima, escritor cubano
- José Ortega y Gasset (1883-1955), filósofo español
- Joseph Conrad (1857-1924), escritor polaco-británico
- Juan Filloy
- Juan José Manauta
- Julián Marías (1914-2005), ensayista católico español, mencionado en clave de burla.[12]
- Isak Dinesen (1885-1962), escritora danesa
- Lana Turner (1921-1995), actriz estadounidense, objeto de un chiste («lanatúrner»).[12]
- Lawrence Durrell (1912-1990), escritor británico
- Leonor de Aquitania (1122-1204), reina francesa
- León Chestov (1866-1938), filósofo existencialista ruso
- Lewis Carroll (1832-1898), escritor y matemático británico
- Los hermanos Marx; actores cómicos estadounidenses, aludidos sin nombrarlos a través de un par de títulos de sus películas.[12]
- Louis Armstrong
- Louis Ferdinand Celine (1894-1961), escritor francés
- Ludwig Klages (1872-1956), filósofo y psicólogo alemán
- Ludwig Wittgenstein (1889-1951), filósofo, matemático, lingüista y lógico austríaco
- Luis Buñuel (1900-1983), cineasta español expatriado en México
- Luis Cernuda (1902-1963), poeta y crítico literario español
- Vieira da Silva (1908-1992), pintora portuguesa
- Marilyn Monroe (1926-1962), actriz estadounidense
- Mario Del Monaco (1915-1982) tenor dramático italiano.
- Martin Heidegger (1889-1976), filósofo alemán, mencionado como contrapuesto a Madrás.[12]
- Max Ernst (1891-1976), artista alemán nacionalizado francés
- Max Scheler (1874-1928), filósofo alemán
- Meister Eckhart (1260-1328), dominico y místico alemán
- Michèle Morgán (1920-2016), actriz francesa
- Mijanou Bardot (1938), actriz francesa, hermana de Brigitte Bardot
- Mónica Vitti (1931-), actriz italiana
- barón Montesquieu (1689-1755), filósofo francés
- Nathalie Sarraute
- Nicolás de Staël
- Norman McLaren (1914-1987), cineasta y animador británico expatriado en Canadá
- Octavio Paz
- Oscar Peterson (1925-2007), pianista y compositor afrocanadiense de jazz
- Pablo Picasso
- Paul Klee
- Paul Valerý (1871-1945), escritor, poeta, ensayista y filósofo francés
- Piero della Francesca (1416-1492), pintor italiano
- Pierre Bonnard (1867-1947), pintor, ilustrador y litógrafo
- Pierre Emmanuel (1916-1984), poeta francés; mencionado en la frase «vivir en Emmanuel».[12]
- Piet Mondrian
- Rembrandt
- René Char (1907-1988), poeta francés
- René Descartes (1596-1650), filósofo francés, mencionado como «Cartesius, viejo jodido».[12]
- Robert Musil
- Roberto Arlt
- Roger Casement
- Rogier van der Weyden (1399-1464), pintor flamenco
- Rubén Darío (1867-1916), fue un poeta y diplomático nicaragüense
- San Juan de la Cruz
- Sebastián Piana (1903-1994), pianista y compositor argentino de tango
- Serge Poliakoff
- Serguéi Éisenstein (1898-1948), cineasta soviético
- Sören Kierkegaard (1813-1855), filósofo danés
- T. S. Eliot (1888-1965), poeta británico-estadounidense
- Thelonious Monk
- Tomás de Aquino (1225-1274), filósofo italiano canonizado por la Iglesia católica
- Toulouse Lautrec

## Traducciones
El complejo texto presenta grandes retos a los traductores. No obstante, se lograron versiones excelentes en otros idiomas, como la traducción inglesa, realizada por Gregory Rabassa, la cual fue felicitada por Cortázar, y que ganó el National Book Award de 1967 a la mejor traducción.